# Semione
Semione är en ort i kommunen Serravalle i kantonen Ticino, Schweiz. 
Semione var tidigare en egen kommun, men den 1 april 2012 bildade Semione, Malvaglia och  Ludiano den nya kommunen Serravalle.